# Juan Rufo
Juan Rufo Gutiérrez (Córdoba, 1547-ibídem, 1620) fue un escritor y soldado español.

## Biografía
Era hijo de un tintorero apellidado Rofos. Viajó a Portugal para esconderse por ciertas irregularidades administrativas. Cambió su apellido Gutiérrez en Rufo, variando el Rofos  de su padre. Vivió en Toledo y en Sevilla, en Madrid y en Nápoles. Perdió buenamente el tiempo como estudiante en Salamanca. Sufrió varios encarcelamientos por aventuras galantes y toda su vida fue una lucha continua por salir de sus deudas de juego. Fue jurado de su ciudad, Córdoba, cargo al que renunció nueve veces, y cronista de Don Juan de Austria, al que acompañó en la campaña de Granada contra los moriscos sublevados (1568). En la batalla de Lepanto estuvo en la misma galera de este famoso general, y sobre dicha experiencia compuso su poema épico la Austríada (1584), reimpreso rápidamente dos veces más y elogiado por Cervantes en el escrutinio de la biblioteca de Don Quijote como uno de los tres mejores libros castellanos en verso heroico y una de las más ricas prendas de poesía de España. Muerto su padre regresó a Córdoba y se hizo cargo de la tintorería familiar. Su hijo Luis Rufo (1581-1653) también sobresalió en las letras: fue escritor y pintor.

## Obras
La Austríada (1584) fue alabada por autores contemporáneos como Luis de Góngora o Miguel de Cervantes. En sus primeros dieciocho cantos se limita a versificar la Historia de las guerras de Granada de Diego Hurtado de Mendoza, que conoció manuscrita, y en lo que respecta a la batalla de Lepanto dispuso del mismo Juan de Austria como fuente, pero su valor poético no es muy elevado, pese a que el autor empleó diez años en retocarla y pulirla. Frente a otras obras del género, su estilo no se presenta excesivamente deudor de la retórica; lo que más utiliza son anáforas, símiles e interrogaciones retóricas, por lo cual se presenta como más accesible al lector que otras obras del género. Sigue fielmente la cronología y se muestra realista y poco deudor de la épica italiana, de la cual sólo toma como modelo a Ludovico Ariosto. De Toledo salieron Las seiscientas apotegmas (1596) que suponen uno de los primeros ejemplos de literatura epigramática en lengua española: dichos, aforismos, breves y brillantes reflexiones, en las que, además de la sagacidad y sensibilidad de su autor, se encierra la vida cotidiana de una época. Pese al título, consta de 707 apotegmas; sigue como modelo la Floresta española de apothegmas de Melchor de Santa Cruz, aparecida en 1574. Aunque coinciden generalmente en contenido y estilo, la obra de Rufo es más moralista y carece de estructura temática. Es una colección de anécdotas, de influjo erasmista. La obra está escrita con un gran dominio de la lengua y revela en el escritor a alguien muy dotado para el ingenio y la frase aguda.

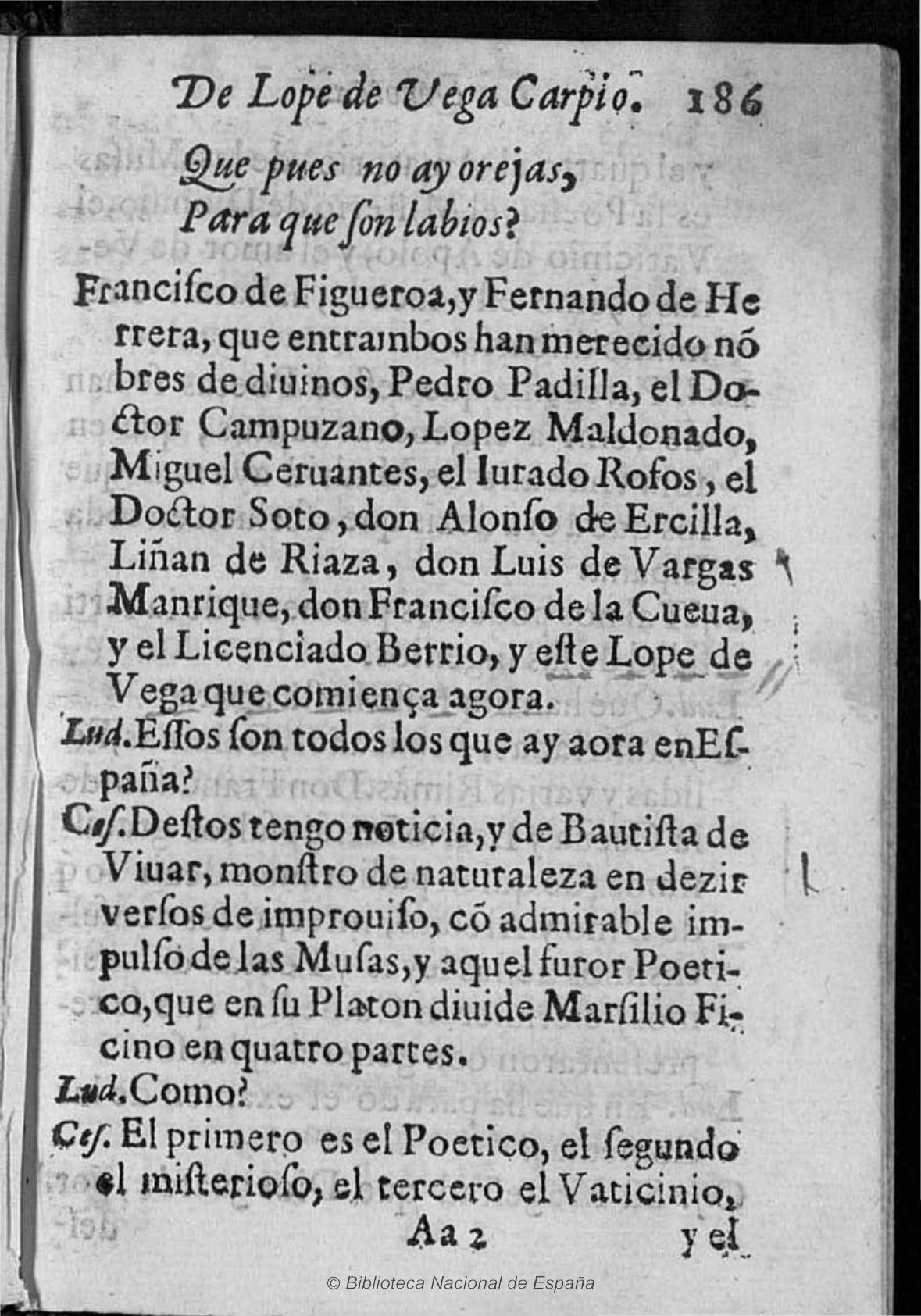
Página de La Dorotea en laa que Lope de Vega menciona a Rufo y otros escritores. Ejemplar conservado en la BNE